# Matthew Antoine
Matthew Antoine (* 2. dubna 1985 Prairie du Chien, Wisconsin) je americký skeletonista.
Na Mistrovství světa 2012 získal zlatou medaili v závodě smíšených družstev. Ze Zimních olympijských her 2014 si přivezl bronzovou medaili. V sezóně 2013/2014 se v celkové klasifikaci Světového poháru umístil na třetím místě. Zúčastnil se také ZOH 2018, kde skončil na 11. příčce.